# シント＝アガタ＝ベルシェム
シント＝アガタ＝ベルシェム（シント＝アハタ＝ベルヘム、蘭: Sint-Agatha-Berchem [sɪnt aˈɣaːta ˈbɛrxɛm] ( 音声ファイル)）は、ベルギーのブリュッセル首都圏地域に属する19の基礎自治体の一つ。フランス語名ではベルケム＝サンタガト（仏: Berchem-Sainte-Agathe [bɛʁ.kɛm sɛ̃t‿a.ɡat])である。2006年1月1日において人口は20,078人である。